# Saint-Martin-Bellevue
Saint-Martin-Bellevue ist eine Commune déléguée in der französischen Gemeinde Fillière mit 3.151 Einwohnern (Stand: 1. Januar 2022) im Département Haute-Savoie in der Region Auvergne-Rhône-Alpes.

## Geographie
Saint-Martin-Bellevue liegt auf 720 m, etwa sieben Kilometer nördlich der Stadt Annecy (Luftlinie). Das Dorf erstreckt sich an aussichtsreicher Lage auf einem Hügel nördlich des Beckens von Annecy im Alpenvorland, zwischen den Tälern von Viéran im Westen und Fillière im Osten, im Genevois.
Das Gebiet erstreckt sich entlang der Fillière, einem rechten Seitenfluss des Fier. Sie fließt hier in einem offenen Tal parallel zum Alpenrand von Norden nach Süden. Vom Flusslauf erstreckt sich das Areal westwärts auf den Mont-Saint-Martin (738 m), eine langgezogene, ebenfalls in Nord-Süd-Richtung orientierte Höhe. Diese wiederum wird im Westen vom Talsystem des Viéran begrenzt, einem weiteren rechten Seitenfluss des Fier. Auf der Höhe von Saint-Martin greift der Boden weit nach Norden aus und reicht bis fast nach Villy-le-Pelloux, in dessen Nähe mit 764 m die höchste Erhebung von Saint-Martin-Bellevue erreicht wird.
im Umland liegen auch verschiedene Weilersiedlungen und Gehöfte, darunter:
- Mercier (540 m) am westlichen Talhang der Fillière am Fuß des Mont-Saint-Martin
- Chez Chenal (680 m) auf der Höhe des Mont-Saint-Martin
- Les Diacquenods (602 m) an der Hauptstraße im Tal des Viéran
- Gorgy (650 m) auf der Höhe südlich von Cuvat
- Les Chapalliers (720 m) auf der Höhe nördlich des Dorfes
- Villaret (650 m) im Tal des Viéran
- Chez Peccoud (630 m) im Tal des Viéran

Nachbarorte von Saint-Martin-Bellevue sind Allonzier-la-Caille und Villy-le-Pelloux im Norden, Charvonnex, Les Ollières und Villaz im Osten, Argonay und Pringy im Süden sowie Cuvat im Westen.

## Geschichte
Das Gebiet von Saint-Martin-Bellevue war bereits während der Römerzeit besiedelt, weil hier die Straße von Boutae (das römische Annecy) nach Genava (Genf) vorbeiführte. Erstmals urkundlich erwähnt wird der Ort im Jahre 867, als König Lothar von Lothringen das Gebiet seiner Frau Theutberga schenkte. Im Mittelalter hieß der Ort Mont-Saint-Martin, später Saint-Martin-en-Genevois. Erst 1923 wurde der heutige Name Saint-Martin-Bellevue eingeführt.
Mit Wirkung vom 1. Januar 2017 wurden die ehemaligen Gemeinden Aviernoz, Évires, Les Ollières, Saint-Martin-Bellevue und Thorens-Glières zur Commune nouvelle Fillière zusammengelegt. Sie war Teil des Arrondissements Annecy.

## Sehenswürdigkeiten
Die Kirche St. Martin erhielt ihre heutige Gestalt im 18. Jahrhundert; sie besitzt einen Barockaltar. Im alten Ortskern sind zahlreiche Häuser im typischen savoyischen Baustil erhalten.

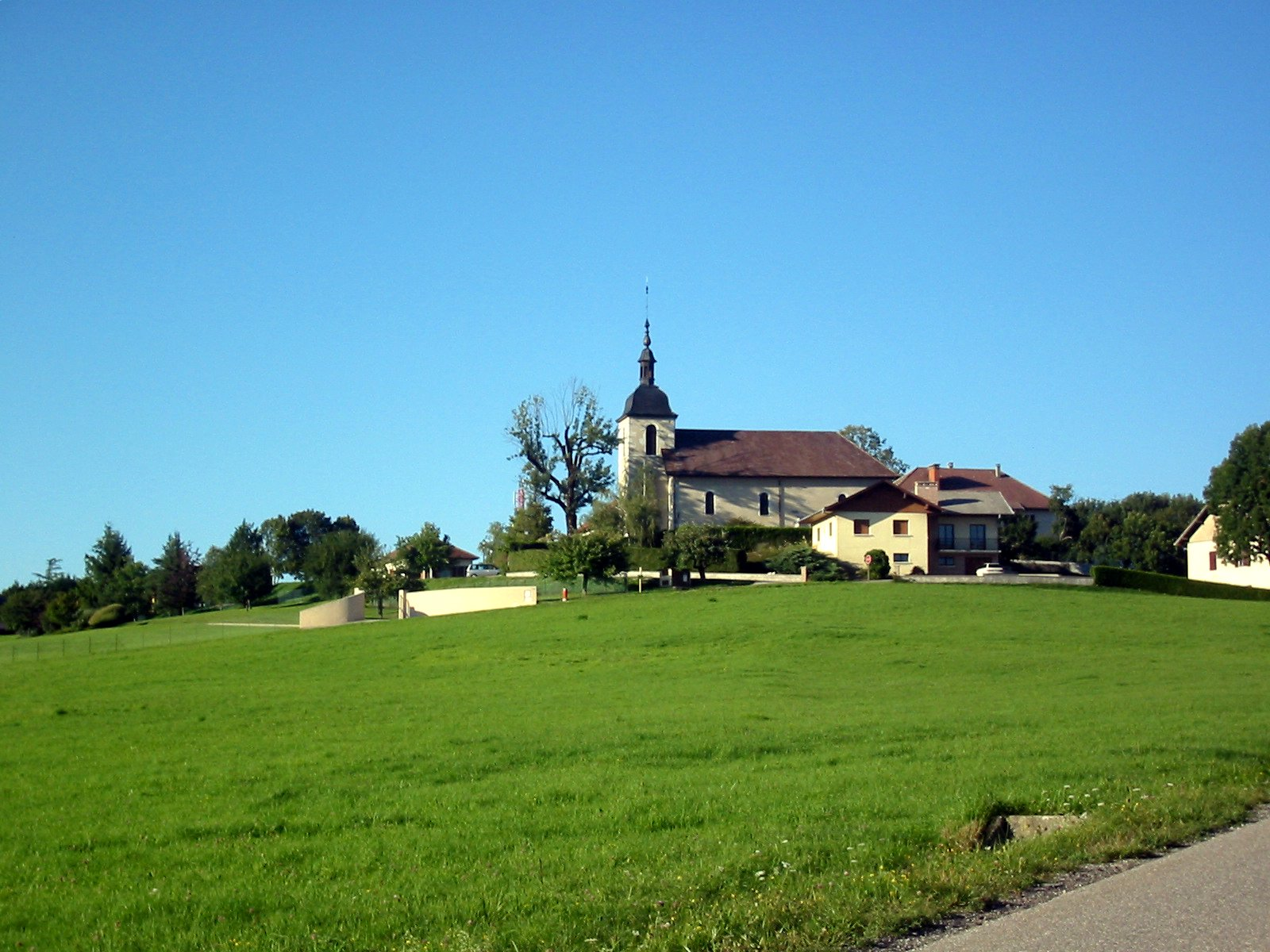
Kirche St. Martin
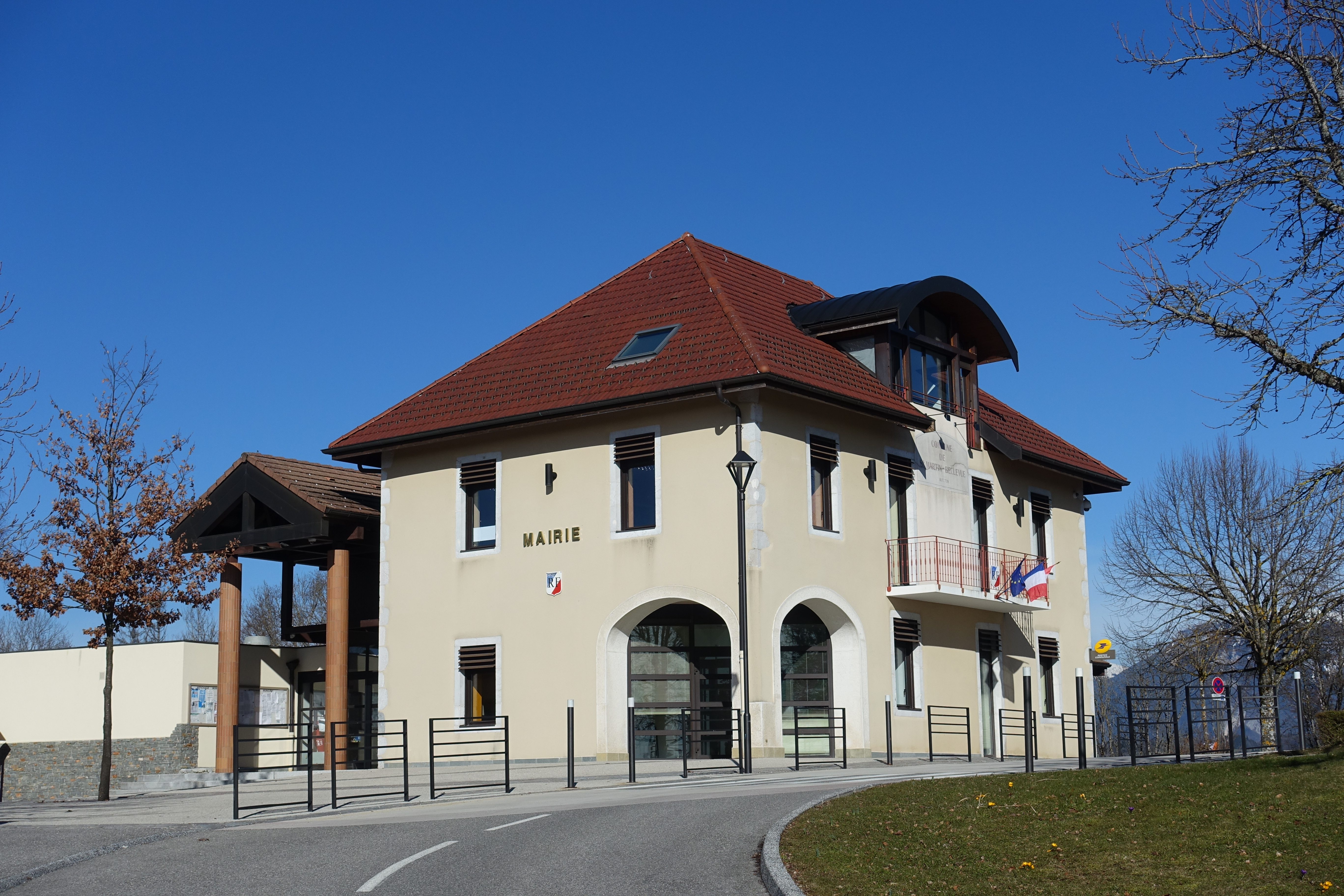
Ehemaliges Rathaus
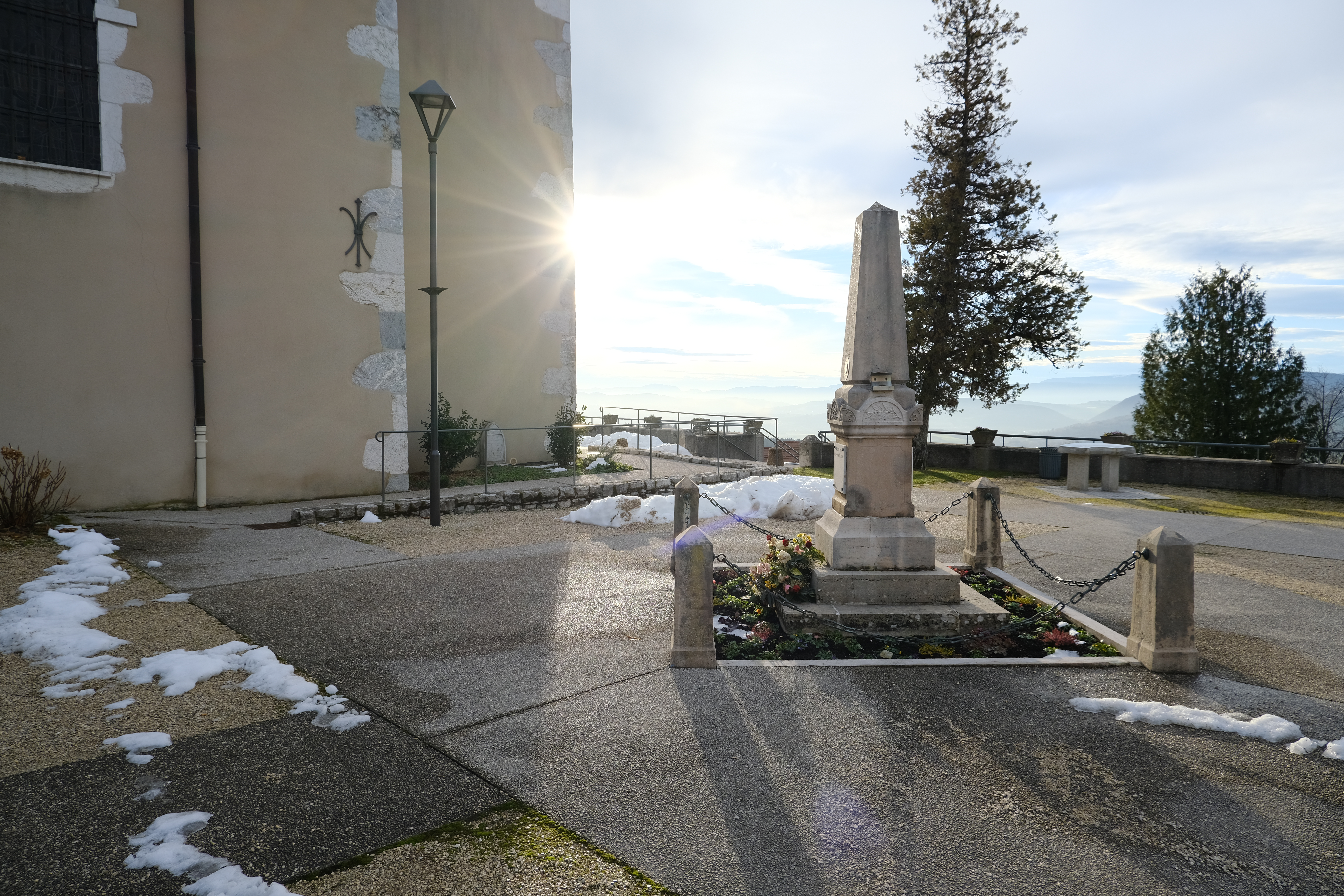
Gefallenendenkmal

## Bevölkerung
| Jahr | Einwohner |
| ---- | --------- |
| 1962 | 0442      |
| 196  | 0523      |
| 1975 | 0747      |
| 1982 | 1007      |
| 1990 | 1412      |
| 1999 | 1739      |

Seit Beginn der 1960er Jahre wurde dank der Wohnlage und der Nähe zu Annecy eine markante Bevölkerungszunahme verzeichnet. In den letzten vier Jahrzehnten hat sich die Einwohnerzahl vervierfacht. Außerhalb des alten Ortskerns wurden zahlreiche Einfamilienhäuser errichtet.

## Wirtschaft und Infrastruktur
Saint-Martin-Bellevue war lange Zeit ein vorwiegend durch die Landwirtschaft geprägtes Dorf. Heute gibt es verschiedene Betriebe des Klein- und Mittelgewerbes. In der Nähe der Hauptstraße haben sich in den letzten Jahrzehnten mehrere kleine Gewerbegebiete entwickelt. Viele Erwerbstätige sind auch Wegpendler, die im Raum Annecy ihrer Arbeit nachgehen.
Die Ortschaft ist verkehrsmäßig gut erschlossen. Sie liegt zwar abseits der Durchgangsstraßen, ist aber von den Hauptstraßen N201 (Annecy-Saint-Julien-en-Genevois) und N203 (Annecy-La Roche-sur-Foron) leicht erreichbar. Weitere Straßenverbindungen bestehen mit Argonay, Villaz, Les Ollières, Charvonnex, Villy-le-Pelloux und Cuvat. Der nächste Anschluss an die Autobahn A41 befindet sich in einer Entfernung von rund fünf Kilometern. Saint-Martin-Bellevue besitzt einen Bahnhof (im Ortsteil Mercier) an der Bahnstrecke Aix-les-Bains–Annemasse.